# Adina-Moschee

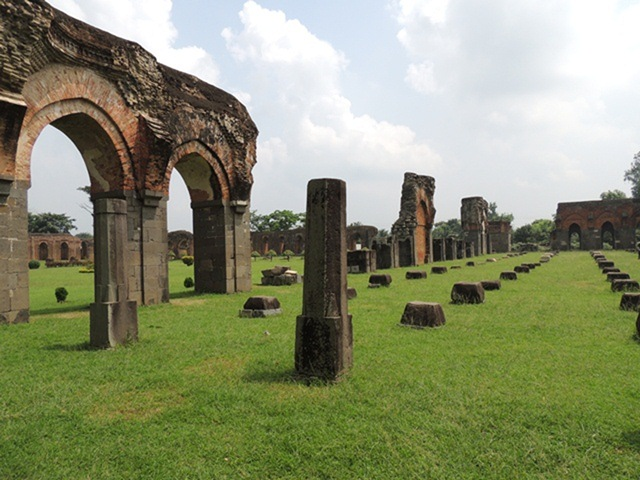
Adina-Moschee

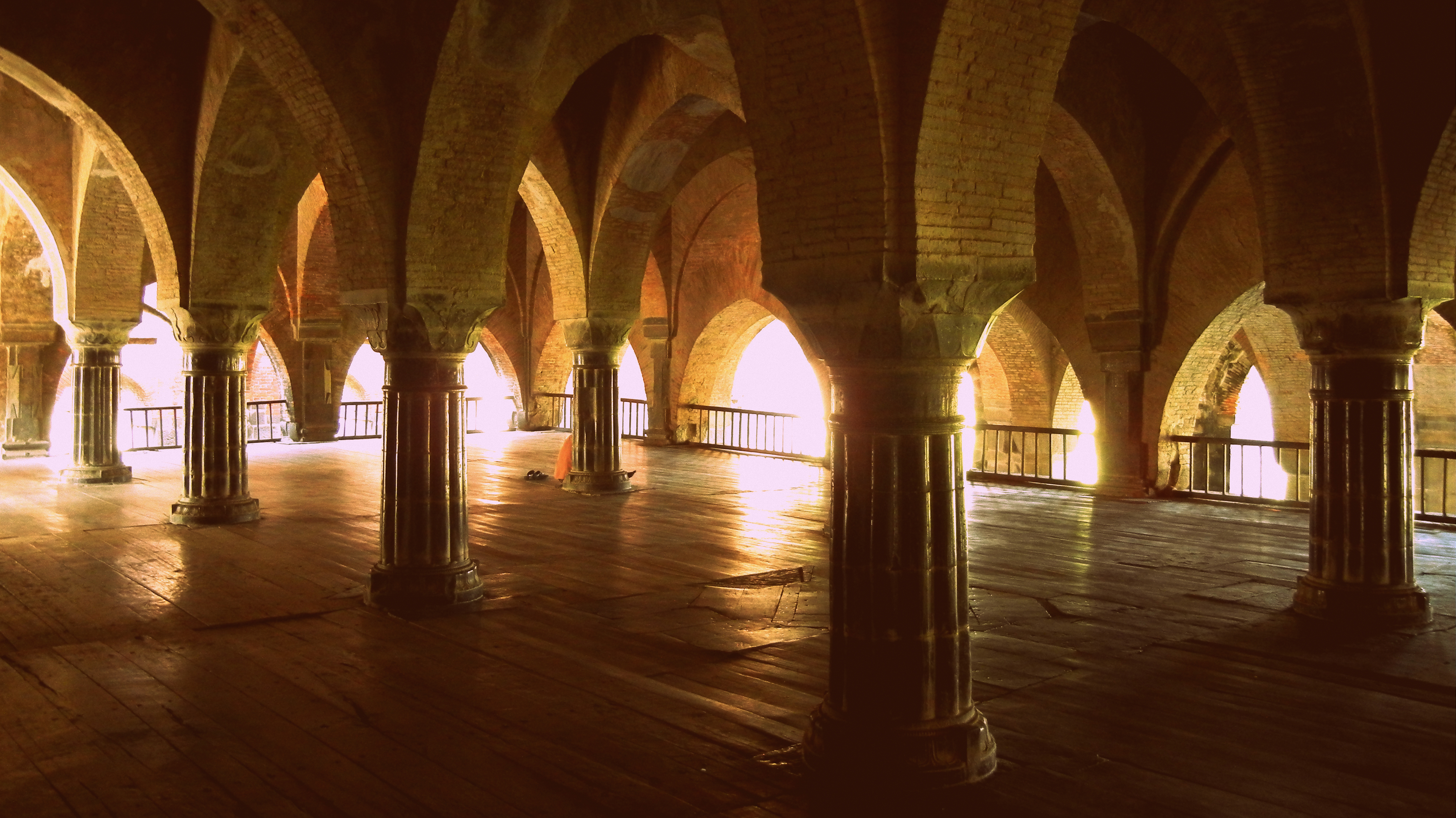
Adina-Moschee, Frauenempore

Die Adina-Moschee war die flächenmäßig größte Moschee des gesamten indischen Subkontinents und konnte sich mit denen von Damaskus, Bagdad, Córdoba und Kairo vergleichen. Sie befindet sich in Pandua (ehemals auch Firuzabad) im Distrikt Malda in Westbengalen.

## Geschichte
Die Adina-Moschee wurde im Jahr 1373 erbaut. Der Auftraggeber war Sultan Sikandar I., Sohn des Shamsuddin Ilyas Shah, des Begründers des Sultanats von Bengalen. Wann und warum die Moschee zerstört wurde, ist nicht bekannt – nur Teile des eigentlichen Gebetsraumes inklusive der Frauenempore sind noch erhalten. Viele Ziegelsteine wurden beim Bau von Häusern in der näheren Umgebung wiederverwendet.

## Architektur
Die in der Hauptsache aus Ziegelsteinen gemauerte Adina-Moschee war eine teilweise überdachte Hofmoschee mit äußeren Seitenlängen von etwa 155 × 87 m. Das Hofgeviert war umstanden von dreischiffigen Pfeilerhallen. Die Pfeiler am Eingang zur Gebetshalle sind mit Natursteinen verkleidet, die Pfeiler im Innern waren im oberen Teil verputzt. Die beim Bau verwendeten Natursteinplatten stammen zumeist aus dem Abriss von Hindu-Tempeln. Alle Bauteile, also auch der Bereich vor der nach Mekka orientierten Qibla-Wand und dem Mihrab, waren überkuppelt. Die Frauenempore zeigt sich nach oben verjüngende Bündelpfeiler mit mächtigen Kapitellen.